# Brüder Miladinow

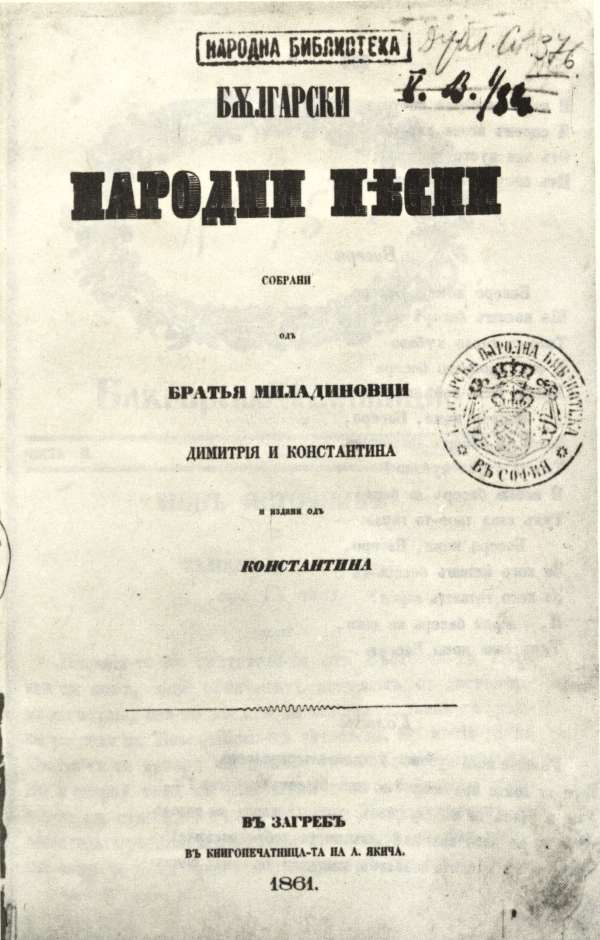
Das bekannteste Werk der Brüder Miladinow, das Buch Balgarski narodni pesni („Bulgarische Volkslieder“). In Nordmazedonien ist der Buchtitel nur unter dem geänderten Titel Sammlung der Brüder Miladinow bekannt, um das Wort bulgarisch zu vermeiden.

Brüder Miladinow (auch Miladinov bzw. Miladinowi und Miladinovi geschrieben, bulgarisch Братя Миладинови, mazedonisch Браќа Миладиновци) nannten sich die bulgarischen Poeten und Folkloristen Dimitar Miladinow (1810–1862) und Konstantin Miladinow (1830–1862) bei gemeinsamen Veröffentlichungen, wie zum Beispiel bei ihrer prestigeträchtigen Sammlung bulgarischer Volkslieder (alte Schreibweise auf Bulgarisch Бѫлгарски народни пѣсни, neue Schreibweise Български народни песни Balgarski narodni pesni, wörtlich „Bulgarische Volkslieder“). Die Brüder Miladinow galten als wichtige Aktivisten während der bulgarischen Nationalbewegung in Makedonien und sind bekannt für ihre Sammlung von Volksliedern. Die Sammlung der Miladinows bleibt eines der größten Einzelwerke in der Geschichte der bulgarischen Folklorestudien und wurde mehrfach neu veröffentlicht. Der Sammlung wird auch von der Geschichtsschreibung in Nordmazedonien eine wichtige Rolle zugeschrieben.
Konstantin Miladinow ist auch berühmt für sein Gedicht Taga za jug (alte bulgarische Schreibweise Тѫга за югъ, neue Schreibweise Тъга за юг Taga sa jug, makedonisch Т’га за југ T’ga sa jug, deutsch „Sehnsucht nach dem Süden“), das er während seines Aufenthalts in Russland schrieb.
In Nordmazedonien werden die Miladinow-Brüder als ethnische Mazedonier angesehen, die den Grundstein für das mazedonische nationale Erwachen und die literarische Tradition legten. Befürworter dieser Ansicht argumentieren, dass die Miladinow-Brüder sich selbst und ihre Sprache sowie Kultur als Bulgarisch bezeichneten, weil der Begriff Bulgarisch keine ethnische Zugehörigkeit, sondern verschiedene soziokulturelle Kategorien bezeichnete. Diese Ansicht wird auch offiziell von der Politik in Nordmazedonien vertreten und ist Teil der Schulbildung dort, wobei die Originalwerke der Miladinow-Brüder der Öffentlichkeit nicht zugänglich sind und nur in zensierte Versionen und redigierte Kopien davon veröffentlicht wurden.
In der nordmazedonischen Stadt Struga, der Heimatstadt der Brüder Miladinow, findet zu ihren Ehren das internationale Literaturfestival Die Abende der Poesie in Struga statt, zu dem auch ein nach ihnen benannter Poesiepreis gehört. Dazu tragen in fast allen Großstädte in Bulgarien Bildungseinrichtungen ihre Namen.

## Leben und Wirken

### Herkunft
Die Familie Miladinow lebte in der makedonischen Stadt Struga am Ohridsee im Osmanischen Reich (im heutigen Nordmazedonien). Die Eltern, Christo Miladinow (1783–1830), ein Töpfer und Sultana Miladinowa (1785–1860) hatten in ihrer Ehe neun Kinder. Die Familie des Vaters Christo Miladinow stammte aus Steblovo, ein bulgarisches Dorf in der Gebirgsregion Golo Brdo, das heute im Osten Albaniens liegt. Neben Dimitar und Konstantin erlangte der mittlere Bruder Naum Miladinow als Musikwissenschaftler Bedeutung, war jedoch weniger bekannt und half im Hintergrund seinen Brüdern bei den Sammlungen bulgarischer Volkslieder. Das Geburtshaus der Brüder Miladinow steht auch heute in der nordmazedonischen Stadt Struga.

### Dimitar Miladinow
Dimitar Miladinow wurde 1810 in der makedonischen Stadt Struga im damaligen Osmanischen Reich geboren. Dimitar war das älteste von acht Kindern – sechs Jungen und zwei Mädchen.
Um eine Grundausbildung zu erhalten, wurde der junge Dimitar Miladinow von seinem Vater in das Kloster Sveti Naum geschickt. Nachdem er vier Jahre im Kloster verbracht hatte, setzte er im Alter von zwölf Jahren seine Ausbildung an einer griechischen Schule in der Stadt Ohrid fort. Kurz nach seinem Abschluss als herausragender Schüler im Jahr 1830, unterrichtete er zwei Jahre lang an derselben Schule. Nach dem Tod seines Vaters und der Geburt seines jüngsten Bruders Konstantin Miladinow arbeitete Dimitar kurz als Buchhalter in der Handelskammer der Stadt Durrës. Von 1833 bis 1836 studierte er in Ioannina an einer der besten griechischen Hochschulen, wo er die griechische Sprache erlernte. Nach seinem Abschluss kehrte Dimitar Miladinow nach Ohrid zurück und unterrichtete weiter.
Als Lehrer führte Dimitar Miladinow 1836 die Bell-Lancaster-Methode ein und erweiterte den Lehrplan um Philosophie, Arithmetik, Geographie, Altgriechisch, griechische Literatur, Latein und Französisch. Er gewann schnell an Beliebtheit und wurde von seinen Schülern und Kollegen respektiert. Nach zwei Jahren verließ er Ohrid und kehrte nach Struga zurück. Von 1840 bis 1842 war er Lehrer in Kukusch, heute in Griechenland. Er wurde im gesellschaftlichen Leben der Stadt aktiv und widersetzte sich stark den Phanarioten. Auf Veranlassung von Dimitar Miladinov und mit Zustimmung der Stadtväter wurde 1858 der Gebrauch der griechischen Sprache aus den Kirchen verbannt und durch das Kirchenslawische ersetzt, da die Stadt damals größtenteils von makedonischen Bulgaren bewohnt war. Als Dimitar Miladinow 1859 hörte, dass die Stadt Ohrid offiziell von der osmanischen Regierung die Wiederherstellung des bulgarischen Patriarchats gefordert hatte, verließ er Kukusch und machte sich auf den Weg nach Ohrid, um zu helfen. Dort übersetzte er Bibeltexte ins Bulgarische. Dimitar Miladinow versuchte 1856, die bulgarische Sprache in der griechischen Schule in Prilep einzuführen, was eine wütende Reaktion der örtlichen Gräkomanen hervorrief. In einem Brief an Zarigradski westnik vom 28. Februar 1860 berichtet er:

„In der gesamten Grafschaft Ohrid gibt es keine einzige griechische Familie außer drei oder vier Dörfern von Vlachen. Der Rest der Bevölkerung ist rein bulgarisch.“

Infolge seiner Bemühungen verurteilte der griechische Bischof Miletos Miladinow als russischen Agenten. Er wurde beschuldigt, panslawische Ideen verbreitet zu haben, und wurde später in Istanbul inhaftiert, um sich seinem unterstützenden Bruder Konstantin anzuschließen. Im Januar 1862 starben beide Brüder im Gefängnis an Typhus. Andere sind der Ansicht, dass Dimitar und Konstantin Miladinowi von Phanarioten vergiftet wurden.
Zusammen mit seiner Ehefrau haben sie sechs Kinder. Dimitars Tochter Zarewna Miladinowa setzte seine bulgarischen nationalistischen Bemühungen fort und war 1882 Mitbegründerin der bulgarischen Mädchenhochschule in Thessaloniki. Sein Enkel Wladislaw Aleksiew war Jurist und lehrte bulgarische und byzantinisches Recht an der Universität in Sofia.

### Konstantin Miladinow

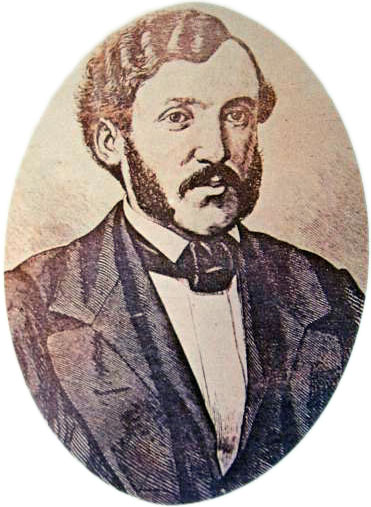
Konstantin Miladinow

Konstantin Miladinov war der jüngste Sohn in der Familie des Töpfers Christo Miladinow. Er wurde 1830 in Struga geboren. In seinem Leben studierte er an verschiedenen Orten, sein allererste Lehrer war sein älterer Bruder Dimitar. Nach seinem Abschluss am Hellenischen Institut in Ioannina und an der Universität von Athen, wo er auf Betreiben seines Bruders Dimitar Literatur studierte und 1856 dem Beispiel vieler junger Bulgaren dieser Zeit folgte, ging Konstantin nach Russland. Er erreichte Odessa, wo die bulgarische Gesellschaft dort seine Weiterreise nach Moskau finanzierte. Konstantin schrieb sich an der Moskauer Universität ein, um slawische Philologie zu studieren. Während seiner Zeit an der Universität von Athen war er ausschließlich den Lehren und Gedanken antiker und moderner griechischer Gelehrter ausgesetzt.
In Moskau kam er mit prominenten slawischen Schriftstellern und Intellektuellen in Kontakt, die in keinem der griechischen Lehrbücher erwähnt wurden. Während er in Moskau war, konnte er seinen Wunsch, die Wolga zu sehen, nicht unterdrücken. Zur damaligen Zeit war der allgemeine Glaube weit verbreitet, dass die Bulgaren am Ufer dieses legendären Flusses lagerten, ihn auf dem Weg zum Balkan überquerten und der Ursprung des Namens Bulgaren vom Namen „Wolga“ stammte. Konstantin erreichte seine Ufer und stand voller Ehrfurcht vor ihm. Er war fasziniert und blieb sprachlos. Seine Augen folgten dem fließenden Wasser. Im Herzen ein Dichter, goss er seine Erhebungen in einen Brief an einen seiner Freunde:

„O Wolga, Wolga! Welche Erinnerungen erwachst du in mir, wie du mich antreibst, mich in der Vergangenheit zu begraben! Hoch sind deine Gewässer, Wolga Ich und mein Freund, ebenfalls ein Bulgare, tauchten und sagten uns stolz, dass wir in diesem Moment unsere wahre Taufe erhalten haben.“

Während er in Russland war, half er seinem älteren Bruder Dimitar bei der Bearbeitung der Materialien für die Sammlung von bulgarischen Liedern, die Dimitar in seiner Feldarbeit gesammelt hat. Die Sammlung wurde anschließend in Kroatien mit Unterstützung des Bischofs Josip Juraj Strossmayer veröffentlicht, der zu dieser Zeit einer der Förderer der slawischen Literatur war. Konstantin nahm Kontakt mit Josip Juraj Strossmayer auf und als er Anfang 1860 hörte, dass der Bischof in Wien sein würde, verließ er Moskau und machte sich auf den Weg in die österreichische Hauptstadt, um seinen zukünftigen Wohltäter zu treffen. Sehr froh, dass er das Buch gedruckt hat, und bereits auf dem Rückweg, erhielt er die schlechte Nachricht, dass sein Bruder eingesperrt war. Mit dem Gedanken, seinem Bruder zu helfen, ging er nach Zarigrad. Er wurde vom Ökumenischen Patriarchen von Konstantinopel als gefährlicher russischer Agent denunziert und festgenommen. Es ist nicht klar, ob er mit seinem Bruder in dieselbe Zelle gebracht wurde oder ob sich die beiden Brüder sahen. Sehr bald wurden beide krank und starben innerhalb weniger Tage.

## Bedeutung

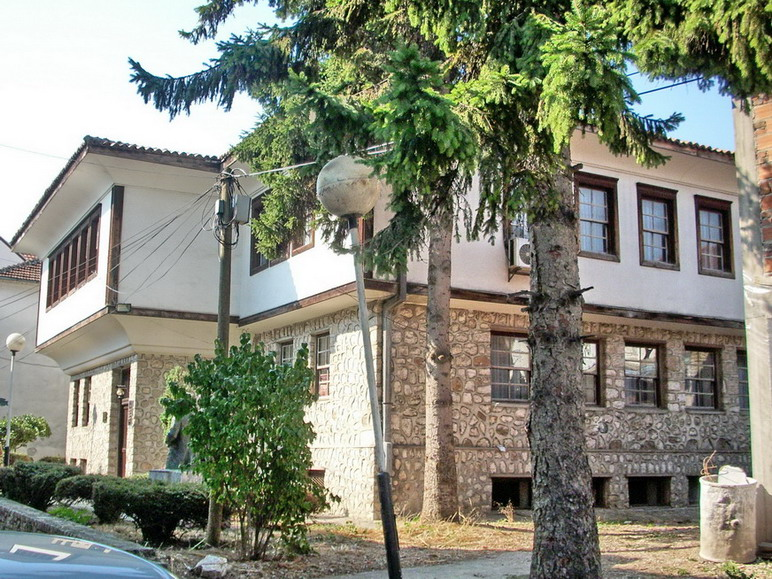
Geburtshaus der Brüder Miladinow in Struga, Nordmazedonien.

Die pädagogische Tätigkeit und der frühzeitige Tod der beiden Brüder sicherten ihnen einen würdigen Platz in der Geschichte der bulgarischen Kulturbewegung und des bulgarischen nationalen Befreiungskampfes im 19. Jahrhundert. Die Brüder Miladinow sind auch für ihr großes Interesse an bulgarischer Volksdichtung bekannt, wodurch die Sammlung Bulgarische Volkslieder erschien. Die Lieder wurden zwischen 1854 und 1860 hauptsächlich von dem älteren Bruder Dimitar gesammelt, der in mehreren makedonischen Städten (Ohrid, Struga, Prilep, Kukusch und Bitola) unterrichtete und den größten Teil der 660 Volkslieder schreiben konnte. Die Lieder aus der Region Sofia wurden vom Sofia-Schulmeister Sawa Filaretow geliefert. Jene aus der Region Panagjurischte wurden von Marin Drinow und Nescho Bontschew aufgezeichnet, aber von Wasil Tscholakow zur Verfügung gestellt. Rajko Schinsifow, der mit Hilfe von Dimitar Miladinow nach Russland ging, war ein weiterer Mitarbeiter und Helfer. Dimitar und Konstantin Miladinow waren sich der großen Bedeutung der Folklore in der Zeit der nationalen Wiedergeburt bewusst und bemühten sich, die besten poetischen Schriften zu sammeln, die das bulgarische Volk im Laufe der Jahrhunderte geschaffen hatte.
Ihre Tätigkeit auf diesem Gebiet zeigt das wachsende Interesse der bulgarischen Intelligenz an Folklore in der Mitte des 19. Jahrhunderts – von Wasil Aprilow, Najden Gerow, Georgi Rakowski, Petko Slawejkow usw. Das Sammeln wurde von seinen Zeitgenossen hoch bewertet. Ljuben Karawelow, Nescho Bontschew, Iwan Bogorow, Kuzman Schapkarew, Rajko Schinsifow und andere. Die Sammlung stieß bei ausländischen Wissenschaftlern auf großes Interesse. Der russische Gelehrte Ismail Iwanowitsch Sresnewski wies 1863 darauf hin: „Aus der veröffentlichten Sammlung geht hervor, dass die Bulgaren bei poetischen Fähigkeiten weit davon entfernt sind, anderen Völkern hinterherzuhinken, und sie sogar mit der Vitalität ihrer Poesie übertreffen.“ Bald wurden Teile der Sammlung auf Tschechisch, Russisch und Deutsch übersetzt. Elias Riggs, ein US-amerikanischer Linguist in Konstantinopel, übersetzte neun Lieder ins Englische und schickte sie an die American Oriental Society in Princeton (New Jersey). In einem Brief vom Juni 1862 schrieb Riggs: „Das Ganze präsentiert ein interessantes Bild der Traditionen und Phantasien, die in der Masse des bulgarischen Volkes vorherrschen.“ Die von den Brüdern Miladinow zusammengestellte Sammlung spielte auch eine große Rolle bei der Entwicklung der modernen bulgarischen Literatur, weil ihre Lieder als poetische Vorbilder für die herausragenden bulgarischen Dichter – Iwan Wasow, Pentscho Slawejkow, Kiril Christow, Pejo Jaworow usw. – dienten.

## Kontroverse und Zensur in Nordmazedonien und unter serbischen Ultranationalisten
Die Miladinow-Brüder waren leidenschaftliche Befürworter der bulgarischen Nationalidee in Makedonien und wurden eindeutig als Bulgaren identifiziert, wobei sie ihre Sprache und Kultur ausschließlich als Bulgarisch bezeichneten. Dennoch sind ihre ethnische Zugehörigkeit, Sprache und ihr Erbe ein umstrittenes politisches Problem zwischen Bulgarien und Nordmazedonien.
Die offizielle Ansicht in Nordmazedonien ist, dass die Miladinow-Brüder tatsächlich Mazedonier waren, die mazedonische Sprache sprachen und zur mazedonischen Literatur beitrugen. Diese Idee wird durch die Vorstellung vorangetrieben, dass in der osmanischen Zeit der Begriff Bulgarisch verwendet wurde, um nicht ethnische Zugehörigkeit, sondern verschiedene soziokulturelle Kategorien zu bezeichnen, während die Bevölkerung der Region Makedonien kein nationales oder ethnisches Bewusstsein hatte. Diese Ansicht stellt jedoch ein Versuch dar, zeitgenössische ethnische Unterschiede in der Vergangenheit zu projizieren. Befürworter dieser Ansicht ignorieren jedoch die Tatsache, dass die Brüder Miladinow es bewusst vermieden haben, den Begriff Makedonisch in Bezug auf die Region zu verwenden, und argumentierten, dass er eine Bedrohung für den bulgarischen Charakter der Bevölkerung darstellt, und schlugen stattdessen den Namen Westbulgarien vor.
Nach der Eroberung des Balkans durch die Osmanen verschwand der Name Makedonien als Bezeichnung für mehrere Jahrhunderte. Namen wie „Untermoesien“ und „Unterbulgarien“ wurden von der slawischen Bevölkerung der Region, die ein klares bulgarisches ethnisches Bewusstsein hatte, als Synonym verwendet. Der Name Makedonien wurde im frühen 19. Jahrhundert mit dem neuen griechischen Staat wiederbelebt und im modernen Bereich als Ergebnis der hellenischen Religions- und Schulpropaganda bestätigt. In einem privaten Brief an Georgi Rakowski äußerte Konstantin Miladinow Besorgnis über die Verwendung des Namens Makedonien, da er zur Rechtfertigung griechischer Ansprüche an die Region und die lokale bulgarische Bevölkerung verwendet werden könnte, und schlug daher vor, die Region stattdessen Westbulgarien zu nennen.
Im jugoslawischen Mazedonien der Nachkriegszeit war das Original der Bulgarischen Volkslieder der Öffentlichkeit verborgen. Entsprechend bearbeitete Lehrbücher wurden in der neu kodifizierten mazedonischen Sprache veröffentlicht, um die Promulgation der neuen mazedonischen Nation zu unterstützen. In Nordmazedonien wurden die Miladinov-Brüder von den Historikern im kommunistischen Jugoslawien im Rahmen der mazedonischen nationalen Wiederbelebung angeeignet. Infolgedessen wurden Generationen junger Menschen in Pseudohistorie unterrichtet.
Die Sammlung wurde 1962 und 1983 in Skopje unter dem Titel Die Sammlung der Miladinow-Brüder veröffentlicht. Der Verweis auf Makedonien als Westbulgarien im Vorwort wurde entfernt, und jeder Verweis auf Bulgarien und Bulgarisch wurde durch „Mazedonien“ und „Mazedonisch“ ersetzt. Nach dem Fall des Kommunismus wurde das Buch jedoch im Jahr 2000 im Original vom damaligen Kulturminister Nordmazedoniens – dem bulgarophilen Dimitar Dimitrov, Vater des späteren Außenministers Nikola Dimitrov – veröffentlicht. Die Publikation im Original verursachte ernsthafte Proteste nordmazedonischer Historiker, was seinen Rücktritt als Kulturminister zur Folge hatte. Infolgedessen zeigte das mazedonische Staatsarchiv in Zusammenarbeit mit der Soros-Stiftung eine gefälschte Fotokopie des Buches, auf dem Cover wurde das Wort „bulgarisch“ herausgeschnitten.
Obwohl die Brüder Miladinow ihre Sprache als bulgarisch betrachteten, proklamieren nordmazedonische Forscher heute ihre Werke als frühe Literatur in mazedonischer Sprache. Zu dem Zeitpunkt gab es jedoch weder eine standardisierte bulgarische, noch eine mazedonische Sprache, an der man sich anpassen konnte. Die bulgarischen und makedonischen Slawen arbeiteten im frühen 19. Jahrhundert daran, einen gemeinsamen literarischen Standard zu schaffen. Die Publizisten im makedonisch-bulgarischen Sprachraum schrieben in ihrem eigenen lokalen Dialekt, der einfach bulgarisch genannt wurde. Heute gibt es in Nordmazedonien zahlreiche Schulen, die nach den Brüdern Miladinow benannt worden sind, jedoch ohne Möglichkeit, Zugang zu den originalen Werken der Förderer ihrer Schulen zu haben. Einen ähnlichen Fall gab es mit dem Nationalmuseum von Nordmazedonien, das sich offenbar aufgrund des Reizwortes „bulgarisch“ weigerte, Originalwerke der beiden Brüder auszustellen.
Das Original oder Nachdrucke des Originals stehen zudem auf einer Verbotsliste und dürfen nicht aus dem Ausland in Nordmazedonien importiert werden. So war im März 2021 eine Lieferung mit der Originalausgabe des Buches, die für das bulgarische Kulturzentrum in Skopje bestimmt war, auf dem Gebiet Nordmazedoniens nicht gestattet, was einen offiziellen Protest der bulgarischen Seite hervorrief. Laut der nordmazedonischen Seite ist die Einfuhr der Originalausgabe in Nordmazedonien nur mit einer Genehmigung des dortigen Kulturministeriums möglich.
Serbische ultranationalistische Kreise werfen ihrerseits den Miladinow Brüdern eine „Bulgarisierung“ „serbischer Volkslieder“ aus Mazedonien vor.

## Würdigungen und Nachleben

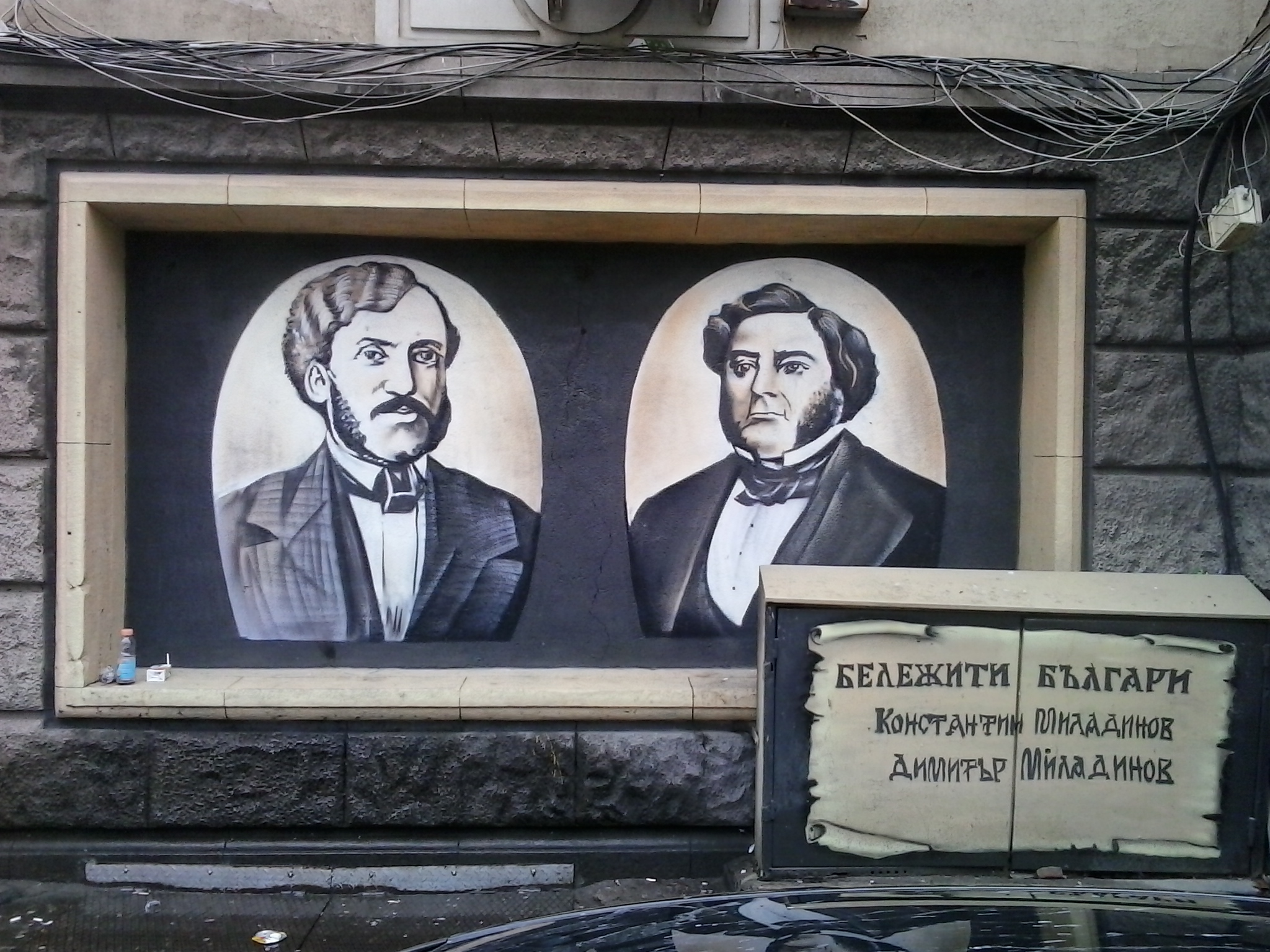
Graffito in Sofia, Bulgarien, welcher die Brüder Miladinow zeigt

Die Miladinovi Islets nahe der Livingston-Insel in den südlichen Shetlandinseln, Antarktis, sind zu Ehren der Brüder benannt. Die in Nordmazedonien bekannte Tikveš-Winzerei benannte einen ihrer Weine T’ga za jug („Sehnsucht nach dem Süden“) nach dem bekanntesten Gedicht von Konstantin Miladinow.